# Chichi to Ran
Chichi to Ran (japanisch 乳と卵, dt. Brüste und Eier) ist eine Erzählung der japanischen Autorin Mieko Kawakami aus dem Jahr 2007. Sie wurde 2007 mit dem Akutagawa-Preis ausgezeichnet. In der Ausgabe des Bunshun Bunko im 14 × 10 cm Format ist sie knapp 100 Seiten lang. Beigefügt ist ein Essay Kawamis (20 Seiten) mit dem Titel Eure Liebe stirbt.
2019 veröffentlichte Kawakami ein Buch mit dem Titel Sommererzählung, das das Buch von 2009 in erweiterter Form als ersten Teil des Romans übernimmt. Für die Übersetzung dieses Buches entschied man sich in England für Breasts and Eggs, in Deutschland gleichermaßen für Brüste und Eier.

## Handlung
Am Anfang des Buches steht ein kursiv gesetzter Abschnitt, der mit dem Wort „Eizelle“ beginnt und mit Midoriko unterzeichnet ist. (Im Laufe der Erzählungen werden weitere Notizen Midorikos eingefügt.) Die Handlung beginnt auf dem Hauptbahnhof von Tōkyō: die Erzählerin erwartet ihre ältere Schwester Makiko und deren Tochter Midoriko, fast zwölf, aus Osaka. Tochter Midoriko spricht seit sechs Monaten nicht mehr mit ihrer Mutter; sie schreibt auf, was sie sagen will.
Makiko ist angereist, um sich Kliniken anzusehen, die eine von ihr gewünschte Vergrößerung der Brüste vornehmen. So blättern die Schwestern zu Hause in den mitgebrachten Prospekten, gehen dann beide – Midoriko will nicht mit – ins Badehaus, sprechen über das, was sie dort sehen, sprechen über das Färben von Brustspitzen. 
Letzter Abend des Besuchs. Makiko, die zu einer Klinik wollte, ist immer noch nicht zurück. Makiko kommt schließlich, ist betrunken. Es kommt zum Streit zwischen Mutter und Tochter. Midoriko schlägt sich eine Reihe der Eier (hier steht im Japanischen nicht das „Ran“ des Titels, sondern das übliche Wort für Hühnereier, „Tamago“) auf dem Kopf, alte, die zum Wegwerfen auf der Spüle in der Küche stehen. Dann macht das ihre Mutter ebenso. Die beiden reisen ab.

## Ausgaben
- Chichi to Ran. Bunshu bunko, 2010, ISBN 978-4-16-779101-8.